# 하프소르 율리위스 비외르든손
하프소르 율리위스 비외르든손(아이슬란드어: Hafþór Júlíus Björnsson, 1988년 11월 26일 ~ )은 아이슬란드의 스트롱맨 선수이자 배우이다.